# 马丁娜·圣安德烈亚
马丁娜·圣安德烈亚（義大利語：Martina Santandrea，1999年9月5日—），意大利女子体操运动员。她曾代表意大利参加2020年夏季奥林匹克运动会体操比赛，获得艺术体操团体全能铜牌。